# Dave Mackay
David Craig Mackay (Edimburgo, 14 de novembro de 1934 — 2 de março de 2015) foi um futebolista e técnico de futebol escocês.

## Carreira

### Clubes
Mackay é identificado com quatro clubes onde foi bastante vitorioso: Heart of Midlothian, Tottenham Hotspur,Corinthian-Casuals e Derby County. No Hearts, de sua Edimburgo natal, iniciou em 1953 a carreira e participou de do título no campeonato escocês de 1958, mais de sessenta anos após o último título do clube no torneio. Foi ainda vice-campeão em 1954 (em sua primeira temporada), 1957 e 1959 e também venceu a Copa da Escócia de 1956 e a Copa da Liga Escocesa em 1955 e 1959.
Tais feitos, em um campeonato polarizado por Celtic e Rangers, atraiu a direção do Tottenham Hotspur, que o contratou em 1959. Em Londres, Mackay fez parte da geração mais vitoriosa dos Spurs, ganhando em 1961 uma double - títulos no campeonato inglês e Copa da Inglaterra na mesma temporada. O campeonato de 1961 é até hoje o último vencido pelo Tottenham, e a Copa da Inglaterra seria levantada com Mackay também em 1962 e 1967. Ele também participaria do primeiro título continental de uma equipe britânica, a Recopa Europeia de 1963.

## Treinador
Aos 34 anos, aposentou-se temporariamente, pois seria convencido a continuar a jogar pelo técnico Brian Clough, que o levou para o Derby (conforme retratado no filme The Damned United), então nas últimas posições da segunda divisão inglesa. Naquela mesma temporada de 1968/69, Mackay ajudaria o Derby a ser campeão e seguiria no clube até 1971. Ironicamente, perderia a temporada em que o time chegou ao título na elite, 1971/72, quando esteve como jogador-treinador do Swindon Town.
Após passar a temporada 1972/73 como técnico do arquirrival Nottingham Forest, Mackay voltou ao Derby para exercer a nova função, após a demissão do aclamado Clough. Conseguiria fazer a torcida esquecer Clough por um tempo - treinado por Mackay, o Derby foi campeão inglês em 1975. Passou a rumar por pequenas equipes inglesas e do mundo árabe a partir de 1976, conseguindo títulos no Kuwait (Al-Arabi) e no Egito (Zamalek). A última equipe que treinou foi a Seleção do Qatar.

## Seleção
Pela Seleção Escocesa, Mackay esteve na Copa do Mundo de 1958, ainda como jogador do Hearts. A Escócia não passou da primeira fase e só voltaria a uma Copa na edição de 1974, quando ele já havia parado de jogar - aposentara-se da seleção ainda em 1965.
Mackay foi descrito por Bobby Charlton, mítico jogador inglês, como o jogador mais difícil que enfrentou.

## Falecimento
Morreu a 2 de março de 2015, com 80 anos.